# Janneke Busser
Janneke Busser Kanis (Zwolle, 15 februari 1985) is een wielrenner uit Nederland.
In 2012 reed ze de BrainWash Ladies Tour 2012 en Parkhotel Valkenburg Hills Classic 2012 voor Skil-Argos. 
Op de wereldkampioenschappen wielrennen 2013 reed ze het onderdeel ploegentijdrit.
Becker · Busser · Garner · Gebhardt · Johrend · Knol · Mackaij · Markus · Pieters · Tromp · Wild